# (6925) Susumu
(6925) Susumu est un astéroïde de la ceinture principale.

## Description
(6925) Susumu est un astéroïde de la ceinture principale. Il fut découvert le 24 octobre 1993 à Geisei par Tsutomu Seki. Il présente une orbite caractérisée par un demi-grand axe de 2,83 UA, une excentricité de 0,10 et une inclinaison de 14,2° par rapport à l'écliptique.

## Compléments